# Hubbardia secoensis
Hubbardia secoensis är en spindeldjursart som först beskrevs av Briggs och Hom 1988.  Hubbardia secoensis ingår i släktet Hubbardia och familjen Hubbardiidae. Inga underarter finns listade i Catalogue of Life.